# Cryptolepis volubilis
Cryptolepis volubilis là một loài thực vật có hoa trong họ La bố ma. Loài này được (Balf.f.) O.Schwartz mô tả khoa học đầu tiên năm 1939.